# Notylia aromatica
Notylia aromatica là một loài thực vật có hoa trong họ Lan. Loài này được Barker ex Lindl. mô tả khoa học lần đầu tiên năm 1841.